# Бецкий, Олег Владимирович
Олег Владимирович Бецкий (род. 22 марта 1938 год, город Куба, Азербайджанская ССР) — учёный в области СВЧ электроники и применения информационного КВЧ излучения в медицине. Профессор, доктор физико-математических наук. Лауреат Государственной премии Российской Федерации в области науки и техники. Академик Российской академии естественных наук. Генеральный директор Медико-технической ассоциации «КВЧ». Заведующий лабораторией «Биологические эффекты миллиметровых излучений».

## Биография
Олег Владимирович Бецкий родился 22 марта 1938 года в городе Куба Азербайджанской ССР. В 1957 году окончил обучение в школе с золотой медалью. В 1962 году (по другим данным — в 1963 году) — стал выпускником Московского ордена Ленина энергетического института. Он учился у профессора МЭИ И. В. Лебедева и академика Н. Д. Девяткова. Учился на кафедре «Электронных приборов».
Олег Бецкий начал заниматься научной деятельностью в ОКБ МЭИ в 1962 году. Его работа заключалась в разработке и создании оригинальных вакуумных СВЧ приборов — лучевых магнетронных усилителей для космических применений. Над этой темой он работал во время написания диссертаций. Кандидатскую диссертацию Олег Бецкий защитил в 1967 году. В том же году начал работать в Институте радиоэлектроники ИРЭ АН СССР над низкоинтенсивным воздействием излучения крайне высоких частот и лазерного диапазона на биологических объекты. В 1977 году Олег Бецкий стал заведующим лабораторией Фрязинского филиала ИРЭ.
Он написал более 150 научных работ, стал соавтором 6 монографий и 3 научно-популярных брошюр. В 1980 году защитил докторскую диссертацию, а в 1989 году Олегу Бецкому было присвоено звание профессора.
В 2000 году Олег Бецкий вместе с коллективом сотрудников ИРЭ РАН и ГНПП «Исток», получил звание лауреата Государственной премии РФ.
В 2001 году Олег Бецкий был избран академиком Российской академии естественных наук. Руководитель 6 кандидатов физико-математических наук. Член двух диссертационных советов.
Олег Бецкий руководил временным научным коллективом ВНК КВЧ. Затем стал генеральным директором медико-технической ассоциации КВЧ (МТА КВЧ) при ИРЭ РАН. Главный редактор журнала МТА КВЧ «Миллиметровые волны в медицине и биологии». Заместитель главного редактора журнала «Биомедицинская радиоэлектроника». Член редколлегии журнала «Радиотехника». В период с 2006 по 2012 год был членом Программного комитета конференции КрыМиКо по направлению «Микроволновые технологии и техника в биологии и медицине».
В 2012 году отметил 50 лет с начала научной деятельности. В 2013 году Олег Бецкий отметил свой 75 юбилей.